# Frederik van Hohenzollern
Frederik Victor Pius Alexander Leopold Karel Theodor Ferdinand Fürst von Hohenzollern (Heiligendamm, 30 augustus 1891 − Krauchenwies, 6 februari 1965) was de zoon van Willem van Hohenzollern en diens eerste vrouw Maria Theresia van Bourbon. Hij was net iets eerder geboren dan zijn tweelingbroer Frans Jozef. Hij was een Duitse prins tot 1919, toen na de afschaffing van de Duitse adel zijn geslachtsnaam werd gewijzigd in Prinz von Hohenzollern.
Zelf trouwde hij op 2 juni 1920 te Sybillenort met Margareta Prinzessin von Sachsen, Herzogin zu Sachsen (1900-1962), een dochter van koning Frederik August III en Louise aartshertogin van Oostenrijk-Este.
Het paar kreeg zeven kinderen, van wie de oudste twee ook een tweeling waren:
- Maria Antonia (Sigmaringen, 19 februari 1921 - aldaar, 11 oktober 2011)
- Maria Adelgunde (Sigmaringen, 19 februari 1921 - Frauenfeld, 23 mei 2006)
- Maria Theresia (Sigmaringen, 11 oktober 1922 - München, 13 december 2004)
- Friedrich (Umkirch, 3 februari 1924 - Sigmaringen, 16 september 2010)
- Franz Josef (Umkirch, 15 maart 1926 - Sigmaringen, 13 maart 1996); trouwde in tweede echt met Diane prinses van Bourbon-Parma (1932), dochter van Gaetano van Bourbon-Parma (1905-1958)
- Johann Georg (Sigmaringen, 31 juli 1932 - München, 2 maart 2016)
- Ferfried Maximiliaan (Umkirch 14 april 1943)